# Eutelephia
Eutelephia là một chi bướm đêm thuộc họ Erebidae.